# Diplazium wattsii
Diplazium wattsii är en majbräkenväxtart som först beskrevs av Edwin Bingham Copeland och som fick sitt nu gällande namn av Carl Frederik Albert Christensen.
Diplazium wattsii ingår i släktet Diplazium och familjen Athyriaceae. Inga underarter finns listade hos Catalogue of Life.